# ستيوارت إس. موراي
ستيوارت إس. موراي (بالإنجليزية: Stuart S. Murray)‏ هو ضابط أمريكي، ولد في 22 مارس 1898، وتوفي في 19 سبتمبر 1980.